# Blanchard (Dakota del Nord)
Blanchard è un census-designated place (CDP) degli Stati Uniti d'America della contea di Traill nello Stato del Dakota del Nord. La popolazione era di 26 abitanti al censimento del 2010.
Blanchard si trova vicino al confine tra Dakota del Nord e Minnesota, vicino all'incrocio tra la North Dakota State Highway 18 e la North Dakota State Highway 200.
Il KVLY-TV mast, la più alta struttura artificiale nell'emisfero occidentale, si trova vicino a Blanchard. Il KXJB-TV mast, la quarta struttura artificiale più alta del mondo, si trova a 6 miglia (9,7 km) da Blanchard, vicino a Galesburg.

## Geografia fisica
Secondo lo United States Census Bureau, il CDP ha una superficie totale di 0,66 km², dei quali 0,66 km² di territorio e 0 km² di acque interne (0% del totale).

## Società

### Evoluzione demografica
Secondo il censimento del 2010, la popolazione era di 26 abitanti.

### Etnie e minoranze straniere
Secondo il censimento del 2010, la composizione etnica del CDP era formata dall'88,46% di bianchi, lo 0% di afroamericani, l'11,54% di nativi americani, lo 0% di asiatici, lo 0% di oceanici, lo 0% di altre razze, e lo 0% di due o più etnie. Ispanici o latinos di qualunque razza erano lo 0% della popolazione.